# گلسپی (ایلینوی)
گلسپی، ایلینوی (به انگلیسی: Gillespie, Illinois) یک شهر در ایالات متحده آمریکا با جمعیت ۳٬۴۱۲ نفر است که در ایلی‌نوی واقع شده‌است.

## موقعیت جغرافیایی
موقعیت جغرافیایی شهرها و مناطق اطراف به شرح زیر است: